# Tháng 9 năm 2020
Trang này dành cho tin tức về các sự kiện xảy ra được báo chí thông tin trong tháng 9 năm 2020. Tháng này, sẽ bắt đầu vào thứ ba, và kết thúc vào thứ tư sau 30 ngày.

## Thứ 3 ngày 1
- Tổng thống Litva Gitanas Nauseda nói Litva, Latvia và Estonia áp lệnh trừng phạt đi lại đối với 30 quan chức Belarus, gồm Tổng thống Alexander Lukashenko bị các nước Baltic cáo buộc gian lận trong cuộc bầu cử tổng thống  và đóng vai trò "trong bạo lực đối với người biểu tình phản đối kết quả bầu cử". (vnExpress)
- Chủ tịch Thượng viện Czech Vystrcil nói khi phát biểu tại nghị viện hòn đảo hôm 1/9, "Xin hãy cho phép tôi bày tỏ sự ủng hộ với người dân Đài Loan. Cho phép tôi khiêm nhường song cũng kiên quyết nói trước nghị viện các bạn rằng 'Tôi là người Đài Loan'". Động thái của Vystrcil có thể chọc giận thêm Bắc Kinh vì chính sách "Một Trung Quốc". (vnExpress)
- Bộ Ngoại giao Czech ngày 31-8 đã triệu tập đại sứ Trung Quốc tại Prague tới, phản ứng về tuyên bố đe dọa của Ngoại trưởng Trung Quốc Vương Nghị với chủ tịch Thượng viện Czech đang thăm Đài Loan. (Tuổi Trẻ)
- Một bộ trưởng Australia cho biết quốc hội nước này sẽ mở điều tra về cáo buộc can thiệp từ nước ngoài tại các trường đại học công lập. (vnExpress)
- Trump đứng về phía thiếu niên bị truy tố vì bắn chết hai người biểu tình ở Kenosha, nói cậu ta có thể đã bị giết nếu không nổ súng. (vnExpress), (ZDF)
- Thứ trưởng Ngoại giao Mỹ Stephen Biegun xác nhận Mỹ đang tìm kiếm quan hệ quốc phòng chính thức kiểu NATO với Úc, Ấn Độ và Nhật Bản, đặt mục tiêu tạo thành bức trường thành chống lại 'các thách thức tiềm tàng từ Trung Quốc'. (Tuổi Trẻ)
- Từ chỉ đạo của cựu bộ trưởng Đinh La Thăng và cựu thứ trưởng Nguyễn Hồng Trường, công ty của bị can Đinh Ngọc Hệ (Út "trọc") đã trúng thầu quyền thu phí cao tốc TP.HCM - Trung Lương và chiếm đoạt tiền thu phí hơn 720 tỉ đồng.  (Tuổi Trẻ)
- Trong việc đấu giá quyền thu phí cao tốc Trung Lương - TP.HCM, ông Trường là chủ tịch hội đồng bán đấu giá, Thời điểm này ông Đinh La Thăng là bộ trưởng Bộ GTVT.  (Tuổi Trẻ)
- Ngoài kết luận cựu bộ trưởng Đinh La Thăng là chủ mưu vụ án liên quan việc đấu thầu và thu phí tuyến cao tốc TP.HCM - Trung Lương, cơ quan điều tra cũng xác định ông Nguyễn Văn Thể (khi đó là thứ trưởng) là người ký nhiều văn bản liên quan. (Tuổi Trẻ)
- Ông Phạm Phú Quốc đã làm đơn xin thôi Đại biểu Quốc hội, thôi chức Tổng giám đốc Công ty Phát triển công nghiệp Tân Thuận, sau khi lộ thông tin có 2 quốc tịch.(vnExpress)
- Đại dịch COVID-19
  - Tây Ban Nha đã ghi nhận hơn 53.000 trường hợp nhiễm mới trong tuần qua, với 114 trường hợp nhiễm mới trên 100.000 người. Virus này đang lây lan nhanh hơn ở trong nước so với ở Mỹ, gấp 8 lần tỷ lệ ở Ý và Anh, và gấp 10 lần ở Đức. (NYT)
  - Sau khi Tổng thống Mỹ Donald Trump retweet (chia sẻ lại) thông tin nói số người chết vì COVID-19 ở Mỹ cho tới nay thấp hơn nhiều so với số liệu của Cơ quan Kiểm soát và phòng ngừa bệnh tật (CDC) Mỹ, mạng Twitter đã xóa bỏ tweet của ông Trump. (Tuổi Trẻ)
  - Twitter và Facebook cùng xóa đoạn video đăng trên tài khoản Tổng thống Mỹ Donald Trump, trong đó một nhóm bác sĩ cho rằng không cần đeo khẩu trang và phong tỏa để ngăn dịch, đồng thời ủng hộ dùng thuốc hydroxychloroquine điều trị COVID-19. (Tuổi Trẻ)

## Thứ 4 ngày 2
- Trump đưa ra thông điệp cứng rắn khi thăm điểm nóng biểu tình chống phân biệt chủng tộc ở Kenosha, bang Wisconsin, gọi biểu tình là "khủng bố trong nước". (vnExpress)
- Mỹ kết án 18 tháng tù với giáo sư Trung Quốc Hao Zhang, sau khi ông này nhận tội đánh cắp bí mật thương mại và gián điệp kinh tế. (vnExpress)
- Hàng chục nghìn trẻ em gái khắp châu Á bị ép tảo hôn vì gia đình rơi vào cảnh cùng quẫn do Covid-19.  (vnExpress)
- Sau một thời gian bị phế truất, hoàng quý phi Sineenat Wongvajirapakdi đã được Quốc vương Thái Lan Maha Vajiralongkorn ân xá và đưa bà đến Garmisch Partenkirchen, Đức trong thời gian tránh đại dịch. (tuoitre)
- Các quan chức Ấn Độ  cho biết là quân đội Ấn Độ vừa ngăn chặn được một mưu toan của quân đội Trung Quốc, muốn chiếm một ngọn đồi ở vùng biên giới đang tranh chấp giữa hai nước ở phía tây dãy Himalaya.  (RFI)
- Quan chức Đức cho biết kết quả xét nghiệm máu của lãnh đạo đối lập Nga Navalny cho thấy ông bị đầu độc bằng hợp chất Novichok.  (vnExpress)

## Thứ 5 ngày 3
- Tranh chấp đất đai tại Đồng Tâm
  - Đại sứ quán Hoa Kỳ tại Hà Nội theo dõi sát diễn biến vụ Đồng Tâm và sẽ tiếp tục theo dõi vụ việc khi đi qua hệ thống tòa án Việt Nam. (RFA)
- Cục Hàng không Dân dụng Việt Nam vừa đề xuất khôi phục lại sáu đường bay thương mại quốc tế chở khách vào Việt Nam từ ngày 15 tháng 9. Sáu nước được Cục đề xuất gồm Trung Quốc, Nhật Bản, Hàn Quốc, Campuchia, Lào và Đài Loan. (RFA)
- Ngoại trưởng Mỹ thông báo áp lệnh cấm vận hai quan chức Tòa Hình sự Quốc tế từng điều tra cáo buộc quân đội Mỹ phạm tội ác chiến tranh. (vnExpress)
- Mỹ sẽ yêu cầu các nhà ngoại giao cấp cao của Trung Quốc phải được Bộ Ngoại giao Mỹ chấp thuận trước khi đến thăm các trường đại học của Mỹ hoặc tổ chức các sự kiện văn hóa với hơn 50 người bên ngoài các cơ sở truyền giáo. (BBC)
- Tổng thống Mỹ ký bản ghi nhớ dọa cắt ngân sách liên bang đối với các thành phố "vô pháp", gồm Seattle, Portland, New York và Washington. (vnExpress)
- Phó Chủ tịch Đảng Dân chủ tại quận Cam, ông Jeff LeTourneau, đang bị các thành viên Quốc hội kêu gọi từ chức vì đăng bài ca ngợi Hồ Chí Minh trên Facebook. (VOA), (nguoi-viet)
- Đại dịch COVID-19
  - Tại Pháp, Bộ Y tế ghi nhận 7017 ca nhiễm mới trong vòng một ngày. Con số đó nhiều hơn đáng kể so với hôm thứ Ba với 4982 trường hợp, nhưng ít hơn một ngày trong tuần trước với gần 7400 trường hợp. Tổng cộng 293.024 ca nhiễm coronavirus. Số người chết tăng 25 lên 30.686 người. (BaZ)
- Biểu tình tại Belarus 2020
  - Thủ tướng Nga Mikhaïl Michoustine đến Minsk vào hôm nay, 03/09/2020. Chuyến thăm được cho là nhằm mở đường cho một cuộc gặp gỡ sắp tới giữa hai tổng thống Vladimir Putin và Alexandre Loukachenko. (RFI)
- Ấn Độ tiếp tục mở rộng lệnh cấm với 118 ứng dụng Trung Quốc khỏi thị trường trong nước, trong bối cảnh căng thẳng biên giới gia tăng. (vnExpress)

## Thứ 7 ngày 5
- Lãnh đạo Đảng Dân chủ tại Quận Cam (DPOC), ông Jeff LeTourneau,  chia sẻ một bài đăng trên Facebook, ca ngợi Hồ Chí Minh,cuối cùng đã đồng ý từ chức hôm 3/9 sau một cuộc họp nội bộ vào đêm hôm trước. (VOA)
- Phim Mộc Lan, do hãng Mỹ Disney chuyển thể từ phim hoạt hình cùng tên (Mulan), đang gặp kêu gọi tẩy chay ở vài nước Á châu. (BBC
- Malaysia sẽ không chấp nhận đề nghị cho dẫn độ sang Trung Quốc những người tị nạn Duy Ngô Nhĩ, và sẽ cho phép họ ra đi an toàn sang một nước thứ ba nếu những người này cảm thấy bị đe dọa. Một bộ trưởng Malaysia hôm nay 05/09/2020 tuyên bố như trên. (RFI)
- Nhật báo kinh tế Pháp Les Echos ngày 03/09/2020 đã nêu bật chuyển biến lập trường được bộc lộ công khai của cường quốc số một Liên Hiệp Châu Âu và Trung Quốc đang phải gánh chịu hậu quả của đường lối ngoại giao lỗ mãng được thấy trong những tháng gần đây. (RFI)
- Serbia và Kosovo đồng ý bình thường hóa quan hệ kinh tế, Tổng thống Mỹ Donald Trump loan báo ngày 4/9, ca ngợi điều ông gọi là "đột phá quan trọng" trong hơn một thập niên sau khi Kosovo tuyên bố độc lập từ Serbia vào năm 2008. (RFI)
- Đại dịch COVID-19
  - Mỹ, vùng dịch lớn nhất thế giới, ghi nhận 6.385.285 ca nhiễm và 192.011 người chết, tăng lần lượt 53.584 và 1.052 ca so với một ngày trước đó. (vnExpress)
  - Ít nhất 7.000 nhân viên y tế trên toàn thế giới đã đánh đổi tính mạng của mình để chăm sóc người nhiễm virus corona. Số liệu được tổ chức Ân Xá Quốc tế nêu ra ngày 03/09/2020, tăng hơn gấp đôi so với con số 3.000, chỉ hai tháng trước trong báo cáo ngày 13/07 và phản ánh thực trạng số ca nhiễm tăng mạnh tại nhiều nước.  (RFI)
- 6 thanh niên Pháp bị kết án 2-6 năm tù vì hành vi bạo lực với khoảng 20 người gốc Trung Quốc trong các vụ tấn công năm 2018. (vnExpress)
- Trump yêu cầu các cơ quan chính phủ chấm dứt các buổi đào tạo nhân viên về chống phân biệt chủng tộc, cho rằng hoạt động này "phi Mỹ". (vnExpress)
- Bầu cử tổng thống Hoa Kỳ 2020
  - Bài báo tố Trump chê bai lính Mỹ tử trận đang có nguy cơ khiến sự ủng hộ của giới quân sự dành cho ông sụt giảm nghiêm trọng. (vnExpress)
  - Trump cho rằng nhiều hãng truyền thông thường đặt câu hỏi khó cho ông, trong khi đưa ra vấn đề đơn giản với ứng viên đảng Dân chủ Joe Biden.

(vnExpress)

## Chủ nhật ngày 6
- Tranh chấp đất đai tại Đồng Tâm
  - 11 tổ chức phi chính phủ trong và ngoài nước gửi thư ngỏ đến Liên Hợp Quốc kêu gọi can thiệp để vụ án  Đồng Tâm, một vụ tranh chấp đất đai kết thúc bằng sự can thiệp của lực lượng an ninh, được xét xử công bằng. (RFI)
- Nước Lào chuẩn bị nhường lại việc kiểm soát phần lớn mạng lưới điện cho một công ty Trung Quốc do nợ nần đang chồng chất.   (RFI)
- Bầu cử tổng thống Hoa Kỳ 2020
  - Trump kêu gọi Fox News sa thải phóng viên Jennifer Griffin, sau khi cô xác minh cáo buộc Trump khinh thường lính Mỹ tử trận. (vnExpress)

## Thứ 2 ngày 7
- Theo số liệu của Tổng cục Thống kê, 8 tháng đầu năm 2020 có 34.300 doanh nghiệp đăng ký tạm ngừng kinh doanh có thời hạn, 24.200 doanh nghiệp ngừng hoạt động chờ làm thủ tục giải thể, 10.400 doanh nghiệp hoàn tất thủ tục giải thể và 30.600 doanh nghiệp không hoạt động. (VNN)
- Ban thường trực ban trị sự Giáo hội Phật giáo Việt Nam TP.HCM quyết định tạm ngưng chức vụ trụ trì chùa Kỳ Quang 2 (Gò Vấp - TP.HCM) đối với hòa thượng Thích Thiện Chiếu vì vụ việc tro cốt thân nhân của nhiều gia đình gửi tại chùa bị đảo lộn, thất lạc tên và di ảnh đi kèm. (tuoitre)
- Tổng cục Đường bộ Việt Nam vừa có công điện khẩn, yêu cầu Vidifi đẩy nhanh tiến độ thực hiện các gói thầu của dự án sửa chữa mặt đường Quốc lộ 5, nếu không sẽ bị dừng thu phí. Từ năm 2016 đến nay, không dưới 3 lần QL5 bị hư hỏng và cũng từng ấy lần những "tối hậu thư" với nội dung "sẽ dừng thu phí nếu không sửa đường kịp thời" đều vô tác dụng.  (kinhtedothi)
- Tranh chấp đất đai tại Đồng Tâm
  - 29 người ra toà trong vụ án ở Đồng Tâm. 25 bị cáo bị xét xử về hành vi giết ba cảnh sát tại xã Đồng Tâm, huyện Mỹ Đức, 4 bị cáo còn lại về hành vi chống cán bộ thi hành công vụ. (vnExpress)
  - Phiên tòa sáng 7/9 xét xử vụ Đồng Tâm đã có những vi phạm nghiêm trọng về thủ tục tố tụng, trong đó có việc các luật sư bào chữa bị ngăn không cho tiếp xúc bị cáo, một luật sư tham gia bào chữa cho biết.  (BBC)
  - Sáng 7/9, 29 bị cáo tại thôn Hoành đã bị đưa ra xét xử công khai tại Tòa án Nhân dân TP Hà Nội, nhưng cháu dâu ông Lê Đình Kình nói thân nhân không được vào và phải đội mưa đứng nhìn về phía tòa án. (BBC)
- Cảnh sát Hong Kong ngày 6/9 bắt ít nhất 289 người tham gia cuộc biểu tình ở khu Cửu Long để phản đối việc hoãn bầu cử Hội đồng Lập pháp  do ảnh hưởng của đại dịch Covid-19 mà đáng lẽ diễn ra hôm nay. (vnExpress)
- Thống đốc bang California vừa tuyên bố tình trạng khẩn cấp tại 5 quận Fresno, Madera, Mariposa, San Bernardino và San Diego sau khi đám cháy rừng có tên Creek Fire bùng lên từ đêm thứ sáu tuần trước (4-9) và nhanh chóng lan rộng, thiêu rụi khoảng 18.210 ha rừng.  (tuoitre)
- Bầu cử tổng thống Hoa Kỳ 2020
  - Các cuộc thăm dò cho thấy Joe Biden đang dẫn trước, nhưng những người chơi cá cược tại Australia và Anh có quan điểm khác và đang đặt tiền vào Trump. (vnExpress)
  - Chủ tịch Ủy ban Tình báo Hạ viện Mỹ Adam Schiff (thuộc đảng Dân chủ) ngày 6-9 cáo buộc Bộ trưởng Tư pháp (Tổng chưởng lý) William Barr nói dối khi cho rằng nguy cơ can thiệp bầu cử Mỹ từ Trung Quốc lớn hơn từ Nga. (tuoitre)
- Đánh bóng vào trọng tài dây, tay vợt Novak Djokovic bị xử thua Pablo Carreno Busta khi tỷ số là 5-6 ở vòng bốn Mỹ Mở rộng, hôm 6/9. (vnExpress)
- Đại dịch COVID-19
  - Người vi phạm quy định đeo khẩu trang ở Jakarta được chọn nằm trong quan tài "suy ngẫm" thay vì nộp phạt hoặc lao động công ích. (vnExpress)
  - Ấn Độ ghi nhận hơn 90.000 trường hợp nhiễm Covid-19 mới trong 24 giờ qua, với  4.204.613 ca vượt qua Brazil, trở thành vùng dịch lớn thứ hai trên thế giới. Đã có 71.642 trường hợp tử vong, cao thứ ba sau Hoa Kỳ và Brazil. (BBC)
  - Anh ghi nhận 2.988 trường hợp nhiễm coronavirus ở Anh trong vòng 24 giờ - con số cao nhất được báo cáo trong một ngày kể từ ngày 22 tháng 5. Hai trường hợp tử vong khác trong vòng 28 ngày sau khi xét nghiệm dương tính cũng được ghi nhận vào Chủ nhật, nâng tổng số ca tử vong ở Anh lên 41.551 người.  (BBC)
- Biểu tình tại Belarus 2020
  - Hàng chục ngàn người Belarus xuống đường biểu tình ở Minsk tiếp tục gây sức ép đòi tổng thống Alexander Lukashenko từ chức. Khoảng 70 người đã bị bắt giữ. (tuoitre)
  - Truyền thông tại Belarus đưa tin những người đàn ông bịt mặt không rõ danh tính đã bắt giữ một nhân vật đối lập hàng đầu ở Belarus. Các nhân chứng cho biết họ nhìn thấy bà Maria Kolesnikova bị tống vào một chiếc xe buýt nhỏ ở Minsk và bị đưa đi. (BBC)

## Thứ 3 ngày 8
- Tranh chấp đất đai tại Đồng Tâm
  - Ông Nguyễn Đức Chung được xem là đã ra nhiều văn bản liên quan đến vụ tranh chấp đất đai kéo dài ở Đồng Tâm, cũng như việc chấp thuận chủ trương tấn công vào thôn Hoành rạng sáng 9/1/2020, theo ý kiến luật sư Ngô Anh Tuấn.  (BBC)
  - Theo dõi phiên sơ thẩm về vụ án Đồng Tâm, kinh tế gia Bùi Kiến Thành cho rằng chính quyền cần tiến hành một cuộc cách mạng về cải tổ luật pháp về sở hữu, đất đai, ruộng đất để trả lại quyền sở hữu cho người dân ở Việt Nam. (BBC)
- Bộ Thông tin & Truyền thông (TT&TT) Việt Nam ngày 8/9 đã ra quyết định xử phạt 4 cơ quan báo chí gồm các báo điện tử Dân Việt, Tổ Quốc, VnExpress và Báo Thanh Niên do lỗi vi phạm đưa "thông tin sai sự thật". (RFA)
- Hai thực tập sinh người Việt mất tích sau khi siêu bão Haishen quét qua đảo Kyushu, cuốn ngôi nhà họ đang lánh nạn xuống bờ sông.  (vnExpress)
- Tiểu thuyết tiếng Anh "The Mountains Sing" của nhà văn - dịch giả Nguyễn Phan Quế Mai đang nhận được sự quan tâm tích cực của các nhà phê bình nước ngoài. Nội dung tiểu thuyết trải dài cả trăm năm lịch sử Việt Nam, tập trung vào một gia đình họ Trần.  (BBC)
- Ngân hàng đầu tư Morgan Stanley dự đoán đồng nhân dân tệ (NDT) của Trung Quốc sẽ trở thành đồng tiền đứng thứ ba của toàn cầu vào năm 2030, qua mặt đồng yen Nhật và bảng Anh, xếp sau đồng USD và euro.  (tuoitre)
- Sau năm ngày căng thẳng ngoại giao về một vụ việc liên quan an ninh quốc gia, chính quyền Úc đã phải sơ tán hai nhà báo cuối cùng có thẻ tác nghiệp chính thức tại Trung Quốc về nước. (tuoitre)
- Tổng thống Mỹ Donald Trump một lần nữa kêu gọi ngừng hoạt động đường ống dẫn nước biển Baltic Nord Stream 2. Mỹ và NATO đang bảo vệ Đức khỏi Nga, trong khi Berlin lại trả hàng tỷ USD cho Moscow, Trump chỉ trích hôm thứ Hai trong cuộc họp báo trước Nhà Trắng. (Spiegel)
- Cựu tổng thống Bolivia Evo Morales không được ứng cử để có một ghế trong Thượng viện trong cuộc bầu cử sắp tới. Tòa án quyết định như vậy với lý do: Ông ta không cư trú ở Bolivia. (Spiegel)
- Không quân Mỹ sử dụng robot 4 chân Vision 60 tuần tra bảo vệ căn cứ trong diễn tập sử dụng công nghệ liên lạc và chia sẻ dữ liệu.  (vnExpress)
- Đại dịch COVID-19
  - Chủ tịch Trung Quốc Tập Cận Bình cho rằng Trung Quốc đã hành động một cách cởi mở, minh bạch về Covid-19 và thực hiện các nỗ lực cụ thể để cứu hàng triệu mạng sống trên toàn thế giới trong đại dịch.  (vnExpress)
  - WHO cho biết đang làm việc với Trung Quốc về những yêu cầu để phê duyệt vaccine Covid-19 ở tầm quốc tế trước sử dụng đại trà. (vnExpress)
- Bầu cử tổng thống Hoa Kỳ 2020
  - Trump bác thông tin Atlantic đưa ra rằng ông miệt thị lính Mỹ tử trận trong Thế chiến I, cáo buộc tổng biên tập tạp chí này thân đảng Dân chủ.  (vnExpress)
  - Trump cho rằng lãnh đạo quân đội không ưa ông vì họ "chỉ muốn tham chiến", đánh dấu lần công kích chưa từng có nhằm vào Lầu Năm Góc. (vnExpress)
- Biểu tình tại Belarus 2020
  - Lãnh đạo ngoại giao Liên Hiệp Châu Âu ra thông cáo, kêu gọi chính quyền Minsk « trả tự do ngay lập tức » cho các nhà đối lập, và nhấn mạnh sẽ trừng phạt « các thủ phạm » đàn áp cuộc phản kháng ôn hòa của dân chúng.  (BBC)

## Thứ 4 ngày 9
- Tranh chấp đất đai tại Đồng Tâm
  - Với 6 bị cáo bị truy tố tội Giết người, VKS đề nghị TAND Hà Nội tuyên phạt Lê Đình Công, 56 tuổi, con trai ông Lê Đình Kình (đã chết) và Lê Đình Chức, 40 tuổi, tử hình; Lê Đình Doanh, 32 tuổi, con của Lê Đình Công, chung thân; Bùi Viết Hiểu, 77 tuổi và Nguyễn Quốc Tiến 16-18 năm tù; Nguyễn Văn Tuyển 14-16 năm tù. (BBC)
  - Sau khi Viện Kiểm sát (VKS) TP Hà Nội đề nghị mức án tử hình với hai ông Lê Đình Công, Lê Đình Chức hôm 9/9, luật sư Đặng Đình Mạnh, người có mặt tại tòa, nói hồ sơ vụ án có quá nhiều thiếu sót, thì dù với bản án nhẹ nhất, chứ đừng nói tử hình, có khả năng cao là kết án oan sai. (BBC)
- Đại dịch COVID-19
  - Viện hàn lâm Nhi khoa Mỹ và Hiệp hội bệnh viện nhi ở Mỹ ngày 8-9 cho biết đã có nửa triệu trẻ em ở nước này được chẩn đoán mắc COVID-19. Đến nay có 103 trẻ em ở Mỹ đã tử vong do dịch bệnh này. (tuoitre)
  - Bác sĩ Anthony Fauci, cố vấn COVID-19 của Tòa Bạch Ốc, cho rằng có lẽ không thể có vaccine COVID-19 trước bầu cử tổng thống Mỹ dù Trung Tâm Phòng Ngừa Dịch Bệnh (CDC) yêu cầu tiểu bang chuẩn bị phân phối vaccine trước ngày 1 Tháng Mười Một. (nguoi-viet)
  - Công ty AstraZeneca ngưng thử nghiệm vaccine COVID-19 quy mô lớn giai đoạn cuối vì một người tham gia lâm bệnh, bị nghi là "phản ứng phụ nghiêm trọng". (VOA)
- Bầu cử tổng thống Hoa Kỳ 2020
  - Tư lệnh lục quân Mỹ McConville khẳng định các chỉ huy quân đội không muốn chiến tranh, sau khi Trump nói họ thích gây chiến để bán vũ khí. (vnExpress)
- Hoa Kỳ sẽ chặn việc xuất khẩu các mặt hàng then chốt từ vùng Tân Cương, do có cáo buộc nói chúng được sản xuất bởi lao động cưỡng bức. Lệnh cấm dự kiến sẽ áp dụng đối với bông và cà chua, hai mặt hàng xuất khẩu quan trọng của Trung Quốc. (BBC)
- Vào đêm sang sáng thứ Tư, một đám cháy đã thiêu rụi trại tị nạn Moria của Hy Lạp. Khoảng 13.000 người hiện không có nơi cư trú. (FAZ)

## Thứ 5 ngày 10
- Tranh chấp đất đai tại Đồng Tâm
  - GS Carl Thayer cho là đảng CSVN sẽ cần phải xem xét lại chiến lược thông tin và truyền thông của nhà nước, khi người dân biểu tình đòi đất được mô tả trên các phương tiện truyền thông Việt Nam là "những kẻ bạo loạn và khủng bố". (vnExpress)
- Australia thu hồi thị thực của hai học giả Trung Quốc do lo ngại về an ninh quốc gia, giữa lúc quan hệ song phương đang căng thẳng. (vnExpress)
- Thời báo Hoàn cầu của Trung Quốc đăng bài xã luận dẫn lại câu nói của cố thủ tướng Singapore Lý Quang Diệu bị cho là để sĩ nhục nước Úc, khi viết Úc có nguy cơ trở thành "thứ rác rưởi da trắng tội nghiệp của châu Á" nếu dám tách ra khỏi đối tác thương mại lớn nhất (là Trung Quốc).  (tuoitre)
- Đại dịch COVID-19
  - Việt Nam vừa cách ly 14 thành viên trong đội tuyển thể thao quân đội trở về nước sau khi tham gia Hội thao Quân sự Quốc tế (Army Games) tại Nga và được phát hiện nhiễm virus corona. (VOA)
  - Thượng phụ Filaret, người đứng đầu Giáo hội Chính thống Ukraine vừa mắc COVID-19, trước đó nói dịch bệnh này là "sự trừng phạt của Chúa" đối với hôn nhân đồng giới.  (tuoitre)
- Bầu cử tổng thống Hoa Kỳ 2020
  - Trump thừa nhận ông đã cố giảm thiểu mức độ nghiêm trọng của mối đe dọa Covid-19 khi đại dịch bắt đầu trong cuộc phỏng vấn với nhà báo Woodward, "Tôi luôn muốn hạ thấp mức độ nghiêm trọng của đại dịch. Giờ tôi vẫn muốn hạ thấp nó vì không muốn tạo ra sự hoảng loạn". (vnExpress)
  - Một người tố giác đưa ra những cáo buộc nghiêm trọng chống lại chính quyền Trump: Chính quyền đã bảo ông ta hạ thấp các hoạt động của Nga và các mối đe dọa do những người phân biệt chủng tộc da trắng gây ra trước cuộc bầu cử Hoa Kỳ. (Spiegel)
- Cả Liên Hợp Quốc và nhóm G7 lên tiếng về vụ nhà đối lập Nga Alexei Navalny bị đầu độc. Bà Michelle Bachelet, cao ủy Nhân quyền Liên Hợp Quốc đề nghị Matxcơva mở điều tra « độc lập ». Trong khi đó, nhóm G7 yêu cầu Nga xét xử « khẩn cấp » những thủ phạm vụ đầu độc nhà đối lập. (RFI)
- Sau khi từ chối cưỡng bách lưu vong, Maria Kolesnikova, lãnh đạo đối lập, bị mật vụ áp giải từ biên giới Ukraina về giam tại Minsk. Qua trung gian luật sư, bà đưa ra một bản tuyên bố ngắn báo động công luận trong bối cảnh chế độ gia tăng đàn áp. (RFI)

## Thứ 6 ngày 11
- Việt Nam còn khoảng 10 người ngộ độc botulinum nặng trong vụ pâté Minh Chay và đã cần đến sự hỗ trợ của WHO để xử lý khủng hoảng. (BBC)
- Các bệnh viện và công ty ở Thái Lan vừa bị tin tặc chiếm hệ thống máy tính và dữ liệu, sau đó đòi trả tiền chuộc để được khôi phục thông tin. (VOA)
- Trong một bức thư ngỏ gửi tổng thư ký Antonio Guterres, 300 hiệp hội phi chính phủ của 60 quốc gia trên thế giới kêu gọi cộng đồng quốc tế buộc chính quyền Trung Quốc phải trả lời trước một cơ chế quốc tế đặc trách điều tra về các vụ xâm phạm quyền con người.  (RFI)
- Trong một tuyên bố ngày 10/09/2020, Nghị Viện Châu Âu cho biết là lãnh đạo Miến Điện Aung San Suu Kyi sẽ không còn được mời tham dự sự kiện trao giải thưởng nhân quyền Sakharov của định chế này, một giải thưởng mà bà đã được trao vào năm 1990. (RFI)
- Bầu cử tổng thống Hoa Kỳ 2020
  - Microsoft cho biết tin tặc có quan hệ với Nga, Trung Quốc và Iran đang tìm cách rình mò những người và nhóm liên quan đến cuộc bầu cử tổng thống Mỹ năm 2020. (BBC)
- Đại dịch COVID-19
  - Riêng trong ngày 10/09/2020 Tổng cục Y tế Pháp ghi nhận thêm 9.843 bệnh nhân. Bộ trưởng Y tế Olivier Véran cho rằng với số ca dương tính không ngừng đi từ kỷ lục này đến kỷ lục khác.Từ cuối tháng 6/2020 đến nay, số ca phải đưa vào các phòng hồi sức lần đầu tiên đụng ngưỡng 600.  (RFI)
  - Tính đến ngày 09/09/2020, đại dịch Covid-19 khiến hơn 900 nghìn người chết trên toàn thế giới, Hoa Kỳ với hơn 190 nghìn người chết, Brazil với 127.000 người. Ấn Độ đứng thứ ba, với 75.000 người chết.  (RFI)

## Thứ 7 ngày 12
- Việt Nam vừa chọn công ty Controp của Israel làm nhà cung cấp hệ thống giám sát cho các tàu mới của lực lượng cảnh sát biển. (VOA)
- Ngày 11/9, Bahrain theo chân Các Tiểu vương quốc Ả Rập Thống nhất khi đồng ý bình thường hóa quan hệ với Israel, một phần vì những lo ngại chung về Iran. (VOA)
- Bộ trưởng Quốc phòng Trung Quốc ký thỏa thuận với người đồng cấp Philippines, cung cấp cho quân đội nước này 20 triệu USD thiết bị được sử dụng cho các hoạt động cứu trợ nhân đạo và thảm họa. (vnExpress)
- Tổng thống Nga Vladimir Putin và Ngoại trưởng Sergei Lavrov đã xin lỗi tổng thống Serbia về một bài đăng "khiếm nhã" của nữ phát ngôn viên Zakharova. (vnExpress)
- Các nông dân, chủ trang trại Mexico chiếm con đập La Boquilla ở bang Chihuahua, phía bắc nước này, nhằm phản đối việc chia sẻ nguồn nước với Mỹ. (vnExpress)
- Bầu cử tổng thống Hoa Kỳ 2020
  - Theo Le Monde, dù Trump tái đắc cử hay Joe Biden vào Nhà Trắng, Hoa Kỳ vẫn phải đối mặt với cuộc chiến đa dạng với Trung Quốc của Tập Cận Bình. Trong trận chiến này, Joe Biden có rất nhiều lợi thế để mang lại xung lực mới cho nền dân chủ Hoa Kỳ mà Donald Trump đang phá hỏng. (RFI)

## Chủ nhật ngày 13
- Tranh chấp chủ quyền Biển Đông
  - Tại cuộc họp ngoại trưởng ASEAN với Liên minh châu Âu (EU) và Ấn Độ, các bên nhấn mạnh tầm quan trọng của việc duy trì hòa bình, không quân sự hóa ở Biển Đông cũng như tuân thủ Công ước Liên Hợp Quốc về Luật biển (UNCLOS) 1982.  (Tuổi Trẻ)
- Đại dịch COVID-19
  - Cơ quan y tế Pháp ngày 12-9 xác nhận quốc gia này đã ghi thêm 10.561 ca COVID-19. Đây là lần đầu tiên số ca nhiễm mới trong ngày của Pháp vượt 10.000. (Tuổi Trẻ)

## Thứ 2 ngày 14
- Thứ trưởng Bộ Công an Lê Quý Vương hôm 14/9 cho biết rằng Việt Nam đã "ngăn ngừa các âm mưu "bạo loạn, khủng bố, phá hoại" và quyết "không để hình thành tổ chức chính trị đối lập trong nước," theo trang tin chính thức của Quốc hội Việt Nam.  (VOA)
- Một tay súng bắn vào hai cảnh sát đang ngồi trong xe tuần tra ở hạt Los Angeles, bang California, khiến họ bị thương nặng.  (vnExpress)
- Bầu cử tổng thống Hoa Kỳ 2020
  - Tỷ phú [[Mike Bloomberg vừa cam kết sẽ bỏ ra ít nhất 100 triệu đôla giúp chiến dịch tranh cử tổng thống của ứng cử viên đảng Dân chủ Joe Biden tại Florida.  (BBC)
- Phát ngôn viên Bộ Ngoại giao Trung Quốc Hoa Xuân Oánh hôm 13/9 cáo buộc 12 người Hong Kong bị lực lượng của đại lục bắt trên biển tháng trước là những nhân vật đòi ly khai. (VOA)

## Thứ 3 ngày 15
- Thủ tướng Merkel và Bộ trưởng Nội vụ Seehofer của Đức đã đồng ý với nhau tiếp nhận thêm khoảng 1.500 người di cư từ các hòn đảo của Hy Lạp. (FAZ)
- Cuộc gặp hôm 14/09/2020 giữa tổng thống Belarus Alexander Lukashenko và người tương nhiệm Nga, Vladimir Putin tại Sochi diễn ra theo yêu cầu của phía Belarus. Putin cam kết ngay 1,5 tỷ USD tiền cho vay để cứu giúp chế độ Lukashenko về tài chính. (BBC

## Thứ 4 ngày 16
- Một toà án ở Việt Nam vừa kết án tù 4 người vì liên quan tới cái chết của Phạm Thị Trà My, một trong 39 nạn nhân tử vong trong xe tải đông lạnh nhập cảnh vào Anh để làm thuê chui hồi năm ngoái. Nạn nhân đã phải trả 22.000 USD  để được đưa sang Pháp rồi trốn sang Anh lao động vào tháng 7/2019. (VOA)
- H&M tuyên bố cắt quan hệ với một nhà sản xuất sợi Trung Quốc vì lo ngại "lao động cưỡng bức" liên quan đến người thiểu số ở Tân Cương.  (vnExpress)
- WTO phán quyết Trump đã vi phạm các quy tắc quốc tế khi áp thuế đối với hàng hóa Trung Quốc hồi năm 2018, dẫn tới chiến tranh thương mại. (vnExpress)
- Chủ tịch Trung Quốc Tập Cận Bình trong một cuộc họp hôm thứ 2 (14/9) đã cam kết mở rộng nhập khẩu nông sản từ Liên minh châu Âu - EU và hợp tác chống biến đổi khí hậu. Tuy nhiên, ông ngừng nhượng bộ trong các vấn đề về mở cửa thị trường cũng như đáp trả mạnh mẽ những chỉ trích của EU về nhân quyền. (vnExpress)
- Trong cuộc thượng đỉnh qua cầu truyền hình giữa chủ tịch Trung Quốc và các lãnh đạo Liên Hiệp Châu Âu, Liên Âuđề nghị Bắc Kinh chấp nhận « các quan sát viên độc lập » đến khu vực Tân Cương, nơi chính quyền Trung Quốc bị tố cáo tổ chức các đàn áp quy mô lớn nhắm vào cộng đồng thiểu số Duy Ngô Nhĩ. (RFI)
- Hơn 20 nhà hoạt động Hồng Kông ra tòa vì đã tham dự lễ tưởng niệm Thiên An Môn. Đây là lần đầu tiên việc tưởng niệm vụ thảm sát năm 1989 bị cấm đoán tại Hồng Kông, với lý do đang có dịch bệnh. (RFI)
- Trong những ngày cuối tháng 8, đầu tháng 9 năm 2020 này, vùng tự trị Nội Mông của Trung Quốc đã đột nhiên sôi sục trở lại, với một phong trào phản đối chính sách bắt buộc dùng tiếng Hán trong các môn học chính trong nhà trường. Giống như ở Tây Tạng hay tại Tân Cương, Bắc Kinh đã dùng biện pháp đàn áp để đối phó. (RFI)
- Tranh chấp chủ quyền Biển Đông
  - Ngày 14/09/2020, bộ Ngoại giao Indonesia gửi công hàm đến Bắc Kinh phản đối hải cảnh Trung Quốc xâm nhập vùng đặc quyền kinh tế ngoài khơi quần đảo Natuna. Công hàm được gửi đi trong lúc Indonesia triển khai lực lượng tuần duyên đuổi tàu Trung Quốc. (RFI)
- Tổng thống Trump thừa nhận ông từng muốn loại bỏ Tổng thống Syria Bashar al-Assad nhưng Bộ trưởng Quốc phòng khi đó là James Mattis phản đối kế hoạch này. (vnExpress)
- Sáng 16-9, nội các của ông Abe đã đồng loạt từ chức ngay trước thềm cuộc bỏ phiếu tại Quốc hội để bầu ông Yoshihide Suga, Chánh Văn phòng Nội các Suga, tân Chủ tịch LDP, làm thủ tướng mới sau 8 năm cầm quyền của Thủ tướng Shinzo Abe. (tuoitre)
- Chính quyền Mỹ ngày 15-9 đã áp lệnh hoãn xuất kho (WRO) hàng may mặc, bông và đồ điện tử của 5 công ty có trụ sở tại Tân Cương (Trung Quốc). WRO dựa trên Đạo luật thuế quan năm 1930, nhằm chống buôn người, lao động trẻ em và các hành vi vi phạm nhân quyền khác.  (tuoitre)
- Tổng thống Donald Trump ngày 15/7 chủ tọa lễ ký thỏa thuận bình thường hóa quan hệ giữa lãnh đạo Các Tiểu Vương quốc Ả Rập Thống nhất (UAE), Bahrain và Israel. (VOA)
- Bầu cử tổng thống Hoa Kỳ 2020
  - Tổng thống Trump bác bỏ những lo ngại về biến đổi khí hậu trong chuyến đến thăm California bị tàn phá bởi hỏa hoạn, và đổ lỗi cho cuộc khủng hoảng là do quản lý rừng kém. Các đám cháy ở California, Oregon và bang Washington đã thiêu rụi gần 2 triệu hecta đất và làm ít nhất 35 người thiệt mạng kể từ đầu tháng Tám. (BBC)

## Thứ 5 ngày 17
- Chính phủ Việt Nam đã bị buộc phải lên tiếng về nhiều trường hợp công dân của họ được nêu tên trong báo cáo thường niên về các hoạt động của những chính phủ "có hành động đe dọa và trả đũa các cá nhân, tổ chức" chỉ vì họ hợp tác với Hội đồng Nhân quyền LHQ.  (BBC)
- Lần đầu tiên từ 40 năm nay, một nhà ngoại giao cao cấp Hoa Kỳ thăm Đài Loan, thể hiện chiến lược của Washington thách đố Bắc Kinh và chính sách bao vây hải đảo.  (RFI)
- Tranh chấp chủ quyền Biển Đông
  - Bộ Ngoại giao Anh, Pháp và Đức ngày 16-9 đã gởi công hàm lên Liên Hợp Quốc, phản bác lại 7 công hàm của Trung Quốc. Công hàm chung nhấn mạnh các yêu sách đường cơ sở thẳng, 'quyền lịch sử' Trung Quốc đưa ra là vô lý chiếu theo UNCLOS 1982.  (tuoitre)
- TS John McManus, giáo sư ngành sinh học biển tại Đại học Miami (Mỹ), cho biết nguồn hải sản ở Biển Đông đang bị khai thác quá mức và gần đến ngưỡng tới hạn, cá không kịp sinh sản để bù cho lượng cá đã bị khai thác. (tuoitre)
- DITO Telecommunity, một công ty có 40% vốn Trung Quốc, vừa được cấp phép xây các tháp viễn thông trong các căn cứ quân sự Philippines. Điều này khiến nhiều người lo lắng Trung Quốc sẽ lợi dụng nghe lén quân đội Philippines và Mỹ. (tuoitre)
- Theo chuyên gia Derek Grossman, chiến lược Ấn Độ-Thái Bình Dương của chính quyền Donald Trump đã tăng tiến mạnh trong những tháng gần đây, nhằm đạt mục tiêu duy trì một khu vực tự do và rộng mở trước sự hung hăng của Trung Quốc. Thật là trớ trêu khi chính Trung Quốc đã thúc đẩy tiến trình này. (RFI)
- Barbados sẽ loại bỏ vai trò nguyên thủ quốc gia của Nữ hoàng Elizabeth và trở thành nước cộng hòa trước tháng 11 năm sau. (vnExpress)
- Mạng xã hội Twitter của Mỹ vừa đình chỉ tài khoản của một nhà virus học người Trung Quốc từng tuyên bố công khai rằng virus corona được phát triển trong phòng thí nghiệm ở Vũ Hán.  (tuoitre)
- Biểu tình tại Belarus 2020
  - Một lãnh đạo tình báo Nga cáo buộc chính quyền Mỹ đứng sau phong trào phản kháng tại Belarus, phản đối kết quả bầu cử tổng thống và Washington đã đào tạo nhiều phần tử chống chính quyền trên lãnh thổ các nước láng giềng với Belarus. Bộ Ngoại giao Litva phản bác cáo buộc nói trên. (RFI)
- Bầu cử tổng thống Hoa Kỳ 2020
  - Người gốc Việt là nhóm gốc Á duy nhất ở Mỹ ủng hộ Trump nhiều hơn Biden trong cuộc bầu cử tổng thống sắp tới, theo khảo sát của các nhóm gốc Á. Trong số những cử tri gốc Việt đã đăng ký đi bầu, tỷ lệ ủng hộ dành cho Trump là 48%, trong khi cho Biden là 36%. (vnExpress)
  - Trong lúc tổng thống Trump tìm cách trấn an công luận Mỹ, là đại dịch Covid-19 sớm kết thúc, và vac-xin sẽ có ngay trước dịp bầu cử tổng thống, đối thủ Joe Biden lên án tổng thống đương nhiệm đã hoàn toàn thất bại trong việc bảo vệ dân Mỹ trước đại dịch. (RFI)
- Đại dịch COVID-19
  - Mạng xã hội Twitter của Mỹ vừa đình chỉ tài khoản của một nhà virus học người Trung Quốc từng tuyên bố công khai rằng virus corona được phát triển trong phòng thí nghiệm ở Vũ Hán.  (tuoitre)
  - Tổng thống Mỹ Donald Trump và giám đốc Trung tâm Kiểm soát và phòng ngừa dịch bệnh Mỹ (CDC) đưa ra những tuyên bố trái ngược về vắc xin ngừa COVID-19. Trong khi đó, Tổ chức Y tế Thế giới cảnh báo nhóm người 15-49 tuổi nhập viện ngày càng tăng.  (tuoitre)
  - Khủng hoảng Y tế vì đại dịch Covid-19 làm lộ rõ một tệ nạn ở châu Âu: thiếu thuốc men vì phải nhập khẩu hoạt chất từ nước ngoài đặc biệt là Ấn Độ và Trung Quốc. Trong ngày thứ Năm 17/09/2020, Nghị Viện Châu Âu sẽ đưa ra một số phương án để giải quyết tình trạng này. (RFI)
  - Đại dịch siêu vi corona chủng mới lây lan tại Ấn Độ với vận tốc kinh hoàng, vượt ngưỡng 5 triệu trường hợp tính đến thứ Tư 15/09/2020. Trong vòng 11 ngày, quốc gia đông dân thứ nhì thế giới ghi nhận thêm một triệu ca Covid-19. Theo AFP, chỉ riêng trong ngày hôm qua có hơn 90.000 người Ấn bị lây nhiễm siêu vi và gần 1.300 người chết.  (RFI)

## Thứ 6 ngày 18
- 29 cảnh sát Đức bị đình chỉ công tác vì chia sẻ ảnh trùm phát xít Adolf Hitler và nội dung cực đoan trong các nhóm chat trực tuyến.  (vnExpress)
- Chất độc thần kinh được sử dụng để đầu độc nhà lãnh đạo đối lập Nga Alexei Navalny đã được phát hiện trên một chai nước rỗng trong phòng khách sạn mà ông ở tại thành phố Tomsk, Siberia. Phát hiện này cho thấy ông đã bị đầu độc tại khách sạn chứ không phải ở sân bay như suy đoán ban đầu. (VOA)
- Đại dịch COVID-19
  - Ngày 17/9, Hạ viện Mỹ thông qua nghị quyết lên án việc dùng lời lẽ kỳ thị người Châu Á vì virus corona, trong đó có những cụm từ như "virus Trung Quốc" mà Tổng thống Donald Trump thường sử dụng.  (VOA)
  - Chính phủ Hoa Kỳ tài trợ cho Việt Nam 100 máy thở do chính Hoa Kỳ sản xuất để hỗ trợ cho bệnh nhân COVID-19. (VOA)

## Chủ nhật ngày 20
- Vụ án Đồng Tâm
  - Trong một thông cáo đưa ra tại Bruxelles hôm qua, 18/09/2020, phát ngôn viên về các vấn đề ngoại giao và chính sách an ninh của Liên Hiệp Châu Âu Nabila Massrali phản đối việc tòa tuyên bố tử hình hai người trong phiên xử vụ Đồng Tâm. (RFI)
- Khoảng 20.000 người Thái Lan biểu tình ở thủ đô Bangkok hôm nay, kêu gọi Thủ tướng Prayuth Chan-ocha từ chức và cải cách chế độ quân chủ. (vnExpress)
- Giải Quốc tế Vaclav Hacel về Ly Khai sáng Tạo (Václav Havel International Prize for Creative Dissent) năm nay được trao cho ba người, trong đó có họa sĩ biếm họa ly khai Trung Quốc Ba Đâu Thảo (Badiucao), đang sống tại Melbourne (Úc), người bị chế độ Bắc Kinh căm tức, đặc biệt là đã dám chế nhạo Tập Cận Bình. (RFI)
- Bộ Thương mại Hoa Kỳ thông báo kể từ chủ nhật 20/09 sẽ cấm dân Mỹ tải về các ứng dụng TikTok và WeChat của Trung Quốc. Tuy nhiên, Washington vẫn để mở cánh cửa cho TikTok, một ứng dụng rất được giới trẻ ưa chuộng, trước khi cấm hoàn toàn ứng dụng này trên đất Mỹ. (RFI)
- Thẩm phán Laurel Beeler từ San Francisco chặn nỗ lực của chính quyền Mỹ trong việc cấm ứng dụng nhắn tin và thanh toán của Trung Quốc, WeChat. Ông nói rằng lệnh cấm làm dấy lên những câu hỏi nghiêm trọng liên quan tới Tu chính án thứ nhất của hiến pháp, vốn đảm bảo quyền tự do ngôn luận.  (BBC)
- Ngoại trưởng Canada tuyên bố không muốn tiếp tục đàm phán về thương mại tự do với Trung Quốc giữa lúc quan hệ hai bên có nhiều rạn nứt. (vnExpress)
- Thông tin cá nhân của 1.000 cảnh sát Belarus bị tin tặc phát tán để trả đũa việc bắt giữ người biểu tình. Trong khi đó, hàng chục ngàn người tiếp tục xuống đường biểu tình phản đối tổng thống Alexander Lukashenko. (tuoitre)

## Thứ 3 ngày 22
- Phiên xử sơ thẩm kéo dài 2 ngày nhóm Triều Đại Việt kết thúc trưa 22/9 với tổng số năm tù lên tới gần 200 năm cho 20 bị cáo.  (BBC)
- Hội đồng Nhân Dân thành phố Hà Nội sẽ triệu tập phiên họp bất thường vào ngày 25 Tháng Chín tới, để "bãi nhiệm ông Nguyễn Đức Chung, bầu ông Chu Ngọc Anh làm chủ tịch thành phố. (nguoi-viet)
- Chính quyền đảo Tasmania của Úc ngày 22-9 mở chiến dịch giải cứu hàng trăm con cá voi hoa tiêu (Pilot whale) đang mắc cạn trên các bãi cát và bãi biển của hòn đảo. (tuoitre)
- Một cựu tài phiệt bất động sản, người thường lớn tiếng chỉ trích Chủ tịch Trung Quốc Tập Cận Bình, vừa bị án tù 18 năm với cáo buộc tham nhũng. Ông Nhậm bị mất tích hồi tháng Ba, ngay sau khi ra bài viết được cho là có nội dung chỉ trích Chủ tịch Tập Cận Bình.  (BBC)
- Ngoại trưởng Nhật Bản ngày 22-9 tuyên bố Tokyo sẵn sàng đóng góp nhiều hơn cho cộng đồng quốc tế với tư cách thành viên thường trực Hội đồng Bảo an Liên Hợp Quốc. Ông lập luận thời thế đã khác xưa nên Liên Hợp Quốc cần phải cải tổ.  (tuoitre)
- Đại dịch COVID-19
  - Số liệu cập nhật của Worldometers tới sáng nay 22-9 cho thấy nước Mỹ đã có hơn 200.000 người chết vì COVID-19 trong khi toàn cầu đã ghi nhận hơn 31 triệu ca nhiễm bệnh. Tổng thể số người chết vì COVID-19 của Mỹ hiện chiếm 20% tổng số người chết vì bệnh này toàn cầu, trong khi dân số Mỹ chỉ khoảng 4% dân số thế giới.  (tuoitre)
  - Tổng thống Mỹ trách móc nặng nề Bắc Kinh vì "virus Trung Quốc" trong thông điệp video của mình cho Đại hội đồng LHQ và kêu gọi Liên Hợp Quốc bắt nước này phải chịu trách nhiệm.  (SZ)
- Buzzfeed ngày 20/9 dẫn tài liệu mật do các ngân hàng nộp cho chính phủ Mỹ cho thấy một số ngân hàng toàn cầu lớn vẫn cho phép giao dịch lượng lớn tiền bị nghi là phi pháp trong gần 2 thập kỷ.  (cafef)
- Công tố viên quận Manhattan Cyrus Vance nói có đủ cơ sở điều tra Trump và các doanh nghiệp của ông về gian lận thuế, dù Tổng thống đệ đơn kiện. (vnExpress)
- Nhiều hãng công nghệ châu Âu, trong đó có cả Pháp, đã cung cấp các trang thiết bị giám sát như nhận dạng khuôn mặt cho Trung Quốc. Đây là nội dung bản báo cáo được tổ chức phi chính phủ Ân Xá Quốc tế (Amnesty International) công bố ngày 21/09/2020. (RFI)[liên kết hỏng]
- Bất đồng trong hồ sơ Thổ Nhĩ Kỳ khiến ngoại trưởng khối 27 nước châu Âu không đạt được đồng thuận về các biện pháp trừng phạt nhắm vào các quan chức của chính quyền Belarus, do đàn áp phong trào đòi dân chủ. (RFI)

## Thứ 4 ngày 23
- Lao động Tây Tạng đang được chuyển từ nông thôn tới các trung tâm dạy nghề để trở thành công nhân nhà máy, tương tự chương trình đã được triển khai tại Tân Cương vốn bị các tổ chức nhân quyền lên án là hành vi cưỡng bức lao động.  (BBC)
- Hôm nay, 23/09/2020, lãnh đạo đối lập Malaysia Anwar Ibrahim tuyên bố ông đã có đủ sự ủng hộ của các dân biểu Quốc hội và ông đang xin gặp quốc vương để đề nghị lập một chính phủ mới. (RFI)
- Phó trợ lý ngoại trưởng Mỹ phụ trách các vấn đề châu Âu George Kent ngày 22/09/2020 cho biết là Washington đang gây sức ép buộc Cộng Hòa Chypre từ bỏ quyền phủ quyết các lệnh trừng phạt mà Liên Hiệp Châu Âu dự kiến áp đặt trên Belarus. (RFI)
- Trong khuôn khổ chiến dịch kiện chính quyền Cuba bóc lột bác sĩ như nô lệ tại Toà Án Hình Sự Quốc tế CPI, hôm qua có thêm hàng trăm nhân chứng tham gia tố cáo. (RFI)

## Thứ 5 ngày 24
- Trump công bố lệnh cấm người Mỹ ở các cơ sở thuộc sở hữu của chính phủ Cuba và hạn chế nhập khẩu rượu, thuốc lá Cuba.(vnExpress)
- Phát biểu ở Đại hội đồng Liên Hợp Quốc qua mạng trực tuyến hôm 22/09/2020, Chủ tịch Tập Cận Bình dùng khái niệm 'vận mệnh chung' để đề xuất vai trò lãnh đạo thế giới cho Trung Quốc.  (BBC)
- Bất chấp sự phản đối của đông đảo dân chúng về kết quả bầu cử bị cáo buộc là « gian lận », ông Alexandre Loukachenko vẫn tổ chức lễ tuyên thệ nhậm chức tổng thống hôm qua. Hôm nay, 24/09, Hoa Kỳ và Liên Hiệp Châu Âu tuyên bố không thừa nhận ông Loukachenko là tổng thống hợp pháp của Belarus. (RFI)
- Đại dịch COVID-19
  - Tây Ban Nha đứng đầu châu Âu về số ca mới nhiễm virus corona trong vòng 24 giờ qua, với 11.289 trường hợp và 130 ca tử vong. Để chống chọi với làn sóng dịch bệnh thứ hai, đặc biệt là ở thủ đô Madrid, chính quyền đã huy động cả quân đội và hiến binh, hỗ trợ kiểm soát thực hiện các biện pháp phòng ngừa. (RFI)

## Thứ 6 ngày 25
- Truyền thông và khán giả nước ngoài đang rất quan tâm một câu chuyện ở tỉnh Bình Dương, nơi cho hay đã bắt quả tang và thu giữ khoảng 324.000 bao cao su đã qua sử dụng đã tái chế và sắp tái chế. (BBC
- Ông Chu Ngọc Anh được bầu làm Chủ tịch UBND TP Hà Nội sau khi ông Nguyễn Đức Chung bị khởi tố, tạm giam và bị bãi chức.  (BBC

## Thứ 7 ngày 26
- Các cơ quan ngoại giao Mỹ ở Hà Nội và TP HCM mới lên tiếng cảnh báo công dân Hoa Kỳ về khả năng "bị tấn công tình dục" khi sử dụng các dịch vụ vận chuyển hành khách không chính thống ở Việt Nam. (VOA)
- Vận tải cơ An-26 của không quân Ukraine gặp nạn, bốc cháy dữ dội khi chuẩn bị hạ cánh xuống sân bay Chuhuiv, khiến ít nhất 22 người thiệt mạng. (vnExpress)
- Tư lệnh thủy quân lục chiến Mỹ đề xuất tái cấu trúc, tăng cường phân tán lực lượng tại châu Á - Thái Bình Dương để răn đe Trung Quốc.  (vnExpress)
- Bầu cử tổng thống Hoa Kỳ 2020
  - Hơn 150 đầu bếp và chủ nhà hàng Mỹ tuần này ký thư kêu gọi công chúng ủng hộ Joe Biden, nói rằng ngành của họ đối mặt khủng hoảng do Trump xử lý Covid-19 yếu kém.  (vnExpress)
- Trong hai tuần qua, khoảng 3.500 công ty Mỹ đã kiện chính quyền Tổng thống Trump vì việc áp mức phạt thuế với hơn 300 tỉ USD hàng hóa sản xuất tại Trung Quốc. (Tuổi Trẻ)
- California đặt mục tiêu đầy tham vọng: giảm 40% ô nhiễm khí hậu vào năm 2030 và sử dụng 100% điện tái tạo vào năm 2045. Tiểu bang này đã đưa lượng phát thải của toàn nền kinh tế về mức phát thải của năm 1990 mà không gây ra sự xáo động nào với người dân vào năm 2016. (Tuổi Trẻ)
- Đại dịch COVID-19
  - Pháp báo cáo tổng số ca COVID tại nước này lần đầu tiên vượt quá 500.000 trong lúc ghi nhận thêm 15.797 ca hôm 25/9, gần với kỷ lục 16.096 ca trong một ngày hôm 24/9. (VOA)

## Chủ nhật ngày 27
- Con đập gần tổ hợp hạt nhân Yongbyon của Triều Tiên bị vỡ do ảnh hưởng của bão, gây ra vấn đề tiềm ẩn cho hoạt động của lò phản ứng.  (vnExpress)
- Primären Amöben-Meningoenzephalitis: Dân cư ở Lake Jackson, Texas, được cảnh báo về việc sử dụng nước máy sau khi một vi khuẩn ăn não chết người được tìm thấy trong nguồn cung cấp nước công cộng của thành phố.  (BBC)
- Dư luận tại Hòa Bình xôn xao việc UBND tỉnh Hòa Bình quyết định giao Sở VH-TT&DL làm chủ đầu tư xây lắp một câu khẩu hiệu tại khu vực đồi Ông Tượng (phường Phương Lâm, TP Hòa Bình) với số tiền hơn 10 tỷ đồng. (dantri)
- Đại dịch COVID-19
  - Số người nhiễm virus corona tại Mỹ vượt quá 7 triệu—chiếm hơn 20% tổng số ca trên thế giới. (VOA)

## Thứ 2 ngày 28
- Công an đã bất ngờ bắt giữ tiến sĩ Phạm Đình Quý, giảng viên Trường Đại học Tôn Đức Thắng, liên quan đến việc ông này tố cáo Bí thư Tỉnh ủy Đắk Lắk Bùi Văn Cường. Nhiều người tố cáo công an đã hành xử không đúng pháp luật khi "bắt cóc" công dân.  (BBC)
- Bốn ngày sau vụ bắt giữ ông Phạm Đình Quý, hôm 27 Tháng Chín, mạng xã hội rò rỉ một văn bản cho thấy có thêm ông Hoàng Minh Tuấn, giáo viên tại trường Trung học Lê Thánh Tôn, ở Nha Trang, tỉnh Khánh Hòa bị công an tỉnh Đắk Lắk bắt trong vụ tố cáo Bí thư Đắk Lắk. (nguoi-viet)

## Thứ 3 ngày 29
- Tranh chấp chủ quyền Biển Đông
  - Mỹ cho biết phía Trung Quốc từng hứa hẹn sẽ không quân sự hóa ở Biển Đông, nhưng rốt cuộc lại triển khai tên lửa, xây nhà chứa chiến đấu cơ và có các hoạt động khác đi ngược với lời nói của họ.  (Tuổi Trẻ)
- Đài Loan bày tỏ hài lòng và cho biết Liên minh châu Âu (EU) đã nhảy vào hỗ trợ sau khi Công ước Thị trưởng toàn cầu về khí hậu và năng lượng (GCoM) - một tổ chức quốc tế được thành lập ở Bỉ -  đồng ý bỏ đi cách gọi các thành phố Đài Loan là một phần của Trung Quốc. (Tuổi Trẻ)
- Trong cuộc điện đàm kéo dài 20 phút với TT Putin, Thủ tướng Suga đã bày tỏ mong muốn "đặt dấu chấm hết" cho vấn đề tranh chấp lãnh thổ vốn khiến hai nước chưa thể ký kết một hiệp ước hòa bình thời hậu chiến. (vnp)
- Sau nhiều vụ tự tử liên quan tới các diễn viên Nhật Bản gần đây, chính phủ nước này đã thúc giục người dân tìm đến sự hỗ trợ qua các đường dây nóng nếu họ đang vật lộn với điều gì đó khó khăn trong cuộc sống. (Tuổi Trẻ)
- Tổng thống Mali Bah Ndaw bổ nhiệm cựu Ngoại trưởng Moctar Ouane làm Thủ tướng lâm thời nước này, một động thái có khả năng dẫn tới việc dỡ bỏ các biện pháp trừng phạt của Cộng đồng Kinh tế các quốc gia Tây Phi (ECOWAS) sau vụ đảo chính quân sự hồi tháng trước. (vnp)
- Quân đội Iraq ngày 28/9 cho biết đã có 3 trẻ em và 2 phụ nữ thiệt mạng trong một vụ tấn công bằng rocket nhằm vào sân bay quốc tế ở thủ đô Baghdad của nước này. (vnp)
- Bộ Ngoại giao Mỹ thông báo đã đưa thêm American International Services (AIS), một chi nhánh của công ty tài chính Fincimex, vào danh sách các thực thể Cuba bị trừng phạt. AIS bị cấm giao dịch tài chính hay làm ăn với bất kỳ cá nhân hay công ty nào của Mỹ. Thông báo cho biết quân đội Cuba đã sử dụng AIS để thu phí và thao túng thị trường chuyển tiền và ngoại tệ. (vnp)
- New York Times nói Donald Trump chỉ đóng 750 đôla thuế lợi tức liên bang cho 2016 và cho 2017, năm đầu tiên tại Nhà Trắng. Tờ báo - cho biết đã có được hồ sơ thuế của Trump và các công ty của ông trong hơn hai thập niên - cũng cáo buộc rằng ông không đóng đồng thuế lợi tức nào cho 10 trong 15 năm qua. (BBC)
- Một thẩm phán Mỹ vừa ban hành phán quyết tạm ngăn lệnh cấm tải ứng dụng TikTok trong tương lai. (BBC)
- Trong nỗ lực giành chiếc ghế lãnh đạo đảng Liên minh Dân chủ cơ đốc giáo (CDU) ở Đức, ba ứng cử viên cho cuộc đua đã nhất trí về lộ trình tranh cử trong bối cảnh dịch viêm đường hô hấp cấp COVID-19, trong đó có tranh luận công khai và trong nội bộ đảng. (vnp)
- Theo truyền thống, nhân vật đắc cử chức chủ tịch CDU được coi là ứng cử viên của liên đảng bảo thủ ra tranh chức thủ tướng. Tuy nhiên, theo thăm dò dân ý của báo Spiegel, người được cử tri Đức ưa chuộng trong liên đảng bảo thủ để ra tranh chức thủ tướng lại là ông Markus Söder, chủ tịch đảng CSU.  (Spiegel)
- Ngải Vị Vị, nghệ sỹ, nhà làm phim, nhà bất đồng chính kiến hàng đầu Trung Quốc nói rằng ảnh hưởng của Bắc Kinh đã lớn đến mức không thể ngăn chặn một cách hiệu quả. (BBC)
- Ngày 29/9, cảnh sát Pháp đã dỡ bỏ một trại tị nạn ở cảng Calais, miền Bắc nước này, nơi mà hàng nghìn người di cư trái phép vì lý do kinh tế và những người muốn xin tị nạn trú ẩn để tìm cơ hội đến Anh qua eo biển Manche. (vnp)
- Trong cuộc họp báo chung tại Vilnius, thủ đô Lítva, tổng thống Pháp Emmanuel Macron và đồng nhiệm Lítva  Gitanas Nauseda thông báo, Pháp, Litva và Latvia đã đề nghị với Liên Hiệp Châu Âu một kế hoạch chống tin tặc, thông tin thất thiệt nhằm bảo vệ các cuộc bầu cử ở châu Âu.  (RFI)
- Anh và Canada ngày 29-9 đã áp đặt trừng phạt đối với Tổng thống Belarus Alexander Lukashenko, con trai ông và một số quan chức cấp cao vì vi phạm nhân quyền. (Tuổi Trẻ)
- Xung đột Nagorno-Karabakh 2020
  - Bộ Quốc phòng Armenia cho biết tiêm kích F-16 của Thổ Nhĩ Kỳ đã bắn hạ máy bay Su-25 của Armenia trong không phận nước này. Phi công của máy bay Armenia đã tử trận. (Tuổi Trẻ)
  - Ít nhất 26 binh sĩ lực lượng Armenia thiệt mạng trong giao tranh 24 giờ qua tại Nagorno-Karabakh, Azerbaijan chưa công bố thương vong. (vnExpress)
- Đại dịch COVID-19
  - Số người chết vì virus Covid-19 đã lên hơn 1 triệu, nhiều hơn số người chết vì sốt rét, cúm, dịch tả và bệnh sởi cộng lại từ những tháng bắt đầu có dịch corona. (NYT)
  - Lo ngại trước đà dịch bệnh Covid-19 tăng vọt vượt tầm kiểm soát, chính quyền hai thành phố lớn nhất của bang Québec (Canada), quyết định đóng cửa toàn bộ các hàng quán, bảo tàng, thư viện, rạp hát trong vòng một tháng, kể từ ngày 01/10/2020.  (RFI)
- Bầu cử tổng thống Hoa Kỳ 2020
  - Theo số liệu do Ủy ban bầu cử liên bang (FEC) mới công bố, ban vận động tranh cử của Tổng thống Mỹ Donald Trump đang chi hàng trăm nghìn USD cho các luật sư để khởi kiện việc bỏ phiếu qua bưu điện, bao gồm cả tại bang "chiến địa" Pennsylvania. (vnp)
  - Bloomberg cho biết 4 triệu USD đầu tiên nhằm hỗ trợ Biden ở bang chiến trường Florida sẽ dành để vận động các cộng đồng ít đi bỏ phiếu.  (vnExpress)

## Thứ 4 ngày 30
- Bùi Văn Cường
  - Chiều 30-9, ông Phạm Đình Trang, cha ruột của tiến sĩ – võ sư Phạm Đình Quý - người đang bị công an tỉnh Đắk Lắk tạm giữ - xác nhận đã nhận được thông báo bắt giữ con trai ông. (NLĐ)
  - Cục báo chí đã có quyết định xử phạt vi phạm hành chính đối với tạp chí Môi trường và xã hội vì thông tin sai về bí thư Tỉnh ủy Đắk Lắk. Theo quyết định này, tạp chí Môi trường và xã hội đã "thông tin sai sự thật gây ảnh hưởng rất nghiêm trọng trong bài viết: "Bí thư Tỉnh ủy Đắk Lắk bị tố "đạo" luận án, gian dối học thuật?" (Tuổi Trẻ)
- Việt Nam nằm trong số hàng chục quốc gia mà Bộ An ninh Nội địa Mỹ (DHS) đề xuất hạn chế thị thực đối với sinh viên nhằm giảm thiểu "gian lận" và tăng cường "an ninh quốc gia."  (VOA)
- Đại dịch COVID-19
  - Do việc kinh doanh với các công viên giải trí, khu nghỉ dưỡng, hàng hóa dành cho người hâm mộ và các chuyến du lịch bằng tàu trên biển vẫn đang phải hứng chịu đại dịch corona nên tập đoàn sẽ phải sa thải khoảng 28.000 nhân viên Mỹ, công ty Walt Disney thông báo. (SZ)
- Microsoft cho biết tập đoàn công nghệ Mỹ đã thực hiện 13.000 cảnh báo về các nỗ lực tấn công mạng cấp quốc gia đối với khách hàng của mình trong hai năm qua, với 52% vụ diễn ra từ tháng 7-2019 tới tháng 6-2020 có liên quan đến tin tặc Nga. (Tuổi Trẻ)
- Volkswagen sẽ đầu tư 15 tỷ euro cho sản xuất xe ô tô điện ở Trung Quốc. Thông báo này của hãng xe Đức được đưa ra ngày 28/09/2020, vài ngày sau khi Trung Quốc gây bất ngờ cho thế giới khi cam kết giảm khí thải cacbon từ đây đến năm 2060. (RFI)
- Dân Biểu Liên Bang Alan Lowenthal (California, Địa Hạt 47) cùng 29 dân biểu khác gửi một lá thư đến quyền giám đốc của cảnh sát di trú (ICE) để kêu gọi cơ quan này ngưng giam giữ và trục xuất người gốc Đông Nam Á đã sinh sống nhiều năm tại Hoa Kỳ. (nguoi-viet)
- Bầu cử tổng thống Hoa Kỳ 2020
  - "Hỗn loạn" là từ duy nhất có thể dùng để mô tả cuộc tranh luận đầu tiên giữa hai ứng viên tổng thống Mỹ tối 29-9 (giờ Mỹ). Màn đấu khẩu và ngắt lời nhau đã che mờ hết những vấn đề quan trọng cần phải nói cho đầy đủ. (Tuổi Trẻ)
  - Hồ sơ thuế của Trump, Covid-19, đời tư Hunter Biden và chủ nghĩa da trắng thượng đẳng là những vấn đề được chú ý trong tranh luận tổng thống Mỹ đầu tiên.  (vnExpress)
  - Trong cuộc tranh luận đầu tiên với Biden, Trump tuyên bố cảnh sát trưởng ở Porland ủng hộ ông, nhưng sĩ quan này lập tức phản bác trên Twitter. (vnExpress)
  - Tổng thống Donald Trump tiếp tục bảo lưu quan điểm rằng Hiệp định Paris về biến đổi khí hậu là một thỏa thuận tồi tệ, trong khi ông Joe Biden cam kết sẽ đưa nước Mỹ quay lại thỏa thuận này. (vnp)